# 田丸町
田丸町（たまるちょう）は三重県度会郡にあった町。現在の玉城町にあたる。

## 地理
- 河川：外城田川

## 歴史
- 1889年（明治22年）4月1日 - 町村制の施行により、田丸町・佐田村・下田辺村・上田辺村の区域をもって田丸町が発足。
- 1955年（昭和30年）4月10日 - 東外城田村および有田村の一部（大字長更・世古・門前・坂本・谷村・玉川・岡村・妙法寺・中楽・久保および字妻ヶ広を除く井倉）と合併して玉城町が発足。同日田丸町廃止。

## 地域

### 学校
1948年（昭和23年）5月23日まで三重県立田丸実業女学校が存在した。
- 田丸町立田丸小学校
- 田丸町外二ヶ村学校組合立城東中学校

## 交通

### 鉄道路線
- 日本国有鉄道
  - 参宮線
    - 田丸駅

## 電気
電気は松阪にあった松阪水力電気によって供給が始まった。同社の資料によると町内の配電工事は1919年（大正8年）10月末に落成した。

## 名所・旧跡
- 田丸城
- 狭田国生神社
- 坂手国生神社
- 棒原神社